# Edith Bolling Wilson
Edith Bolling Galt Wilson (Whyteville, 15. listopada 1872. – Washington D.C., 28. prosinca 1961.) je bila druga supruga 28. američkog predsjednika Woodrowa Wilsona od 18. prosinca 1915. do 4. ožujka 1921.